# Drybin
Drybin (vitryska: Дрыбін) är en köping i Vitryssland.   Den ligger i voblasten Mahiljoŭs voblast, i den nordöstra delen av landet, 230 km öster om huvudstaden Horad Mіnsk. Drybin ligger 179 meter över havet och antalet invånare är 3 031.

## Natur
Terrängen runt Drybin är platt. Närmaste större samhälle är Horkі, 19,8 km norr om Drybin. 